# Xenochelifer
Genre
Xenochelifer est un genre de pseudoscorpions de la famille des Cheliferidae.

## Distribution
Les espèces de ce genre sont endémiques de Californie aux États-Unis.

## Liste des espèces
Selon Pseudoscorpions of the World (version 3.0) :
- Xenochelifer davidi Chamberlin, 1949
- Xenochelifer derhami Muchmore, 1998

## Publication originale
- Chamberlin, 1949 : New and little-known false scorpions from various parts of the world (Arachnida, Chelonethida), with notes on structural abnormalities in two species. American Museum Novitates, no 1430, p. 1-57 (texte intégral).